# Система футбольних ліг Франції
Система футбольних ліг Франції є ланцюгом взаємопоєднаних клубних турнірів з футболу у Франції і Монако. Система являє собою ієрархію ліг, пов'язаних між собою правилами вибуття та підвищення у класі, і налічує приблизно 6000 клубів (без урахування команд дублерів).

## Структура
На вершині піраміди знаходиться Професіональна Футбольна Ліга (фр. Ligue de Football Professionnel), яка складається з двох дивізіонів (Ліга 1 1 і Ліга 2).
Ліги на третьому рівні і нижче знаходяться під управлінням Федерації футболу Франції (фр. Fédération Française de Football).
Третій рівень складається з одного напівпрофесіонального дивізіону під назвою Національний чемпіонат Франції (фр. Championnat de France National), або просто Насьональ (фр. National). На четвертому рівні знаходиться Чемпіонат Франції для аматорів — CFA (фр. Championnat de France Amateurs), який з сезону 2017/18 має назву Насьйональ 2, складається з чотирьох паралельних дивізіонів. Далі йде Насьйональ 3 (до сезону 2017/18 — Чемпіонат Франції для аматорів 2 або CFA2), що складається з 12 груп на 13 регіонів. На ще нижчих щаблях знаходяться численні регіональні дивізіони.

## Система
| Рівень | Ліга(и)/Дивізіон(и) | Ліга(и)/Дивізіон(и) | Ліга(и)/Дивізіон(и) | Ліга(и)/Дивізіон(и) | Ліга(и)/Дивізіон(и) | Ліга(и)/Дивізіон(и) | Ліга(и)/Дивізіон(и) | Ліга(и)/Дивізіон(и) | Ліга(и)/Дивізіон(и) | Ліга(и)/Дивізіон(и) | Ліга(и)/Дивізіон(и) | Ліга(и)/Дивізіон(и) | Ліга(и)/Дивізіон(и) | Ліга(и)/Дивізіон(и) | Ліга(и)/Дивізіон(и) | Ліга(и)/Дивізіон(и) |
| 1 | Ліга 1 20 команд | Ліга 1 20 команд | Ліга 1 20 команд | Ліга 1 20 команд | Ліга 1 20 команд | Ліга 1 20 команд | Ліга 1 20 команд | Ліга 1 20 команд | Ліга 1 20 команд | Ліга 1 20 команд | Ліга 1 20 команд | Ліга 1 20 команд | Ліга 1 20 команд | Ліга 1 20 команд | Ліга 1 20 команд | Ліга 1 20 команд |
| 2 | Ліга 2 20 команд | Ліга 2 20 команд | Ліга 2 20 команд | Ліга 2 20 команд | Ліга 2 20 команд | Ліга 2 20 команд | Ліга 2 20 команд | Ліга 2 20 команд | Ліга 2 20 команд | Ліга 2 20 команд | Ліга 2 20 команд | Ліга 2 20 команд | Ліга 2 20 команд | Ліга 2 20 команд | Ліга 2 20 команд | Ліга 2 20 команд |
| 3 | Насьйональ 17 команд | Насьйональ 17 команд | Насьйональ 17 команд | Насьйональ 17 команд | Насьйональ 17 команд | Насьйональ 17 команд | Насьйональ 17 команд | Насьйональ 17 команд | Насьйональ 17 команд | Насьйональ 17 команд | Насьйональ 17 команд | Насьйональ 17 команд | Насьйональ 17 команд | Насьйональ 17 команд | Насьйональ 17 команд | Насьйональ 17 команд |
| 4 | Насьйональ 2 Група A 18 команд | Насьйональ 2 Група A 18 команд | Насьйональ 2 Група A 18 команд | Насьйональ 2 Група A 18 команд | Насьйональ 2 Група B 18 команд | Насьйональ 2 Група B 18 команд | Насьйональ 2 Група B 18 команд | Насьйональ 2 Група B 18 команд | Насьйональ 2 Група C 18 команд | Насьйональ 2 Група C 18 команд | Насьйональ 2 Група C 18 команд | Насьйональ 2 Група C 18 команд | Насьйональ 2 Група D 18 команд | Насьйональ 2 Група D 18 команд | Насьйональ 2 Група D 18 команд | Насьйональ 2 Група D 18 команд |
| 5 | Насьйональ 3 \| Насьйональ 3 — Група Овернь-Рона-Альпи (14 клубів) Насьйональ 3 — Група Бургундія-Франш-Конте (15 клубів) Насьйональ 3 — Група Бретань (14 клубів) Насьйональ 3 — Група Центр-Долина Луари (14 клубів) Насьйональ 3 — Група Гранд Ест (16 клубів) Насьйональ 3 — Група О-де-Франс (14 клубів) Насьйональ 3 — Група Іль-де-Франс (14 клубів) Насьйональ 3 — Група Нормандія (14 клубів) Насьйональ 3 — Група Нова Аквітанія (14 клубів) Насьйональ 3 — Група Окситанія (14 клубів) Насьйональ 3 — Група Пеї-де-ла-Луар (14 клубів) Насьйональ 3 — Група Прованс — Альпи — Лазурний Берег — Корсика (14 клубів) \| | Насьйональ 3 \| Насьйональ 3 — Група Овернь-Рона-Альпи (14 клубів) Насьйональ 3 — Група Бургундія-Франш-Конте (15 клубів) Насьйональ 3 — Група Бретань (14 клубів) Насьйональ 3 — Група Центр-Долина Луари (14 клубів) Насьйональ 3 — Група Гранд Ест (16 клубів) Насьйональ 3 — Група О-де-Франс (14 клубів) Насьйональ 3 — Група Іль-де-Франс (14 клубів) Насьйональ 3 — Група Нормандія (14 клубів) Насьйональ 3 — Група Нова Аквітанія (14 клубів) Насьйональ 3 — Група Окситанія (14 клубів) Насьйональ 3 — Група Пеї-де-ла-Луар (14 клубів) Насьйональ 3 — Група Прованс — Альпи — Лазурний Берег — Корсика (14 клубів) \| | Насьйональ 3 \| Насьйональ 3 — Група Овернь-Рона-Альпи (14 клубів) Насьйональ 3 — Група Бургундія-Франш-Конте (15 клубів) Насьйональ 3 — Група Бретань (14 клубів) Насьйональ 3 — Група Центр-Долина Луари (14 клубів) Насьйональ 3 — Група Гранд Ест (16 клубів) Насьйональ 3 — Група О-де-Франс (14 клубів) Насьйональ 3 — Група Іль-де-Франс (14 клубів) Насьйональ 3 — Група Нормандія (14 клубів) Насьйональ 3 — Група Нова Аквітанія (14 клубів) Насьйональ 3 — Група Окситанія (14 клубів) Насьйональ 3 — Група Пеї-де-ла-Луар (14 клубів) Насьйональ 3 — Група Прованс — Альпи — Лазурний Берег — Корсика (14 клубів) \| | Насьйональ 3 \| Насьйональ 3 — Група Овернь-Рона-Альпи (14 клубів) Насьйональ 3 — Група Бургундія-Франш-Конте (15 клубів) Насьйональ 3 — Група Бретань (14 клубів) Насьйональ 3 — Група Центр-Долина Луари (14 клубів) Насьйональ 3 — Група Гранд Ест (16 клубів) Насьйональ 3 — Група О-де-Франс (14 клубів) Насьйональ 3 — Група Іль-де-Франс (14 клубів) Насьйональ 3 — Група Нормандія (14 клубів) Насьйональ 3 — Група Нова Аквітанія (14 клубів) Насьйональ 3 — Група Окситанія (14 клубів) Насьйональ 3 — Група Пеї-де-ла-Луар (14 клубів) Насьйональ 3 — Група Прованс — Альпи — Лазурний Берег — Корсика (14 клубів) \| | Насьйональ 3 \| Насьйональ 3 — Група Овернь-Рона-Альпи (14 клубів) Насьйональ 3 — Група Бургундія-Франш-Конте (15 клубів) Насьйональ 3 — Група Бретань (14 клубів) Насьйональ 3 — Група Центр-Долина Луари (14 клубів) Насьйональ 3 — Група Гранд Ест (16 клубів) Насьйональ 3 — Група О-де-Франс (14 клубів) Насьйональ 3 — Група Іль-де-Франс (14 клубів) Насьйональ 3 — Група Нормандія (14 клубів) Насьйональ 3 — Група Нова Аквітанія (14 клубів) Насьйональ 3 — Група Окситанія (14 клубів) Насьйональ 3 — Група Пеї-де-ла-Луар (14 клубів) Насьйональ 3 — Група Прованс — Альпи — Лазурний Берег — Корсика (14 клубів) \| | Насьйональ 3 \| Насьйональ 3 — Група Овернь-Рона-Альпи (14 клубів) Насьйональ 3 — Група Бургундія-Франш-Конте (15 клубів) Насьйональ 3 — Група Бретань (14 клубів) Насьйональ 3 — Група Центр-Долина Луари (14 клубів) Насьйональ 3 — Група Гранд Ест (16 клубів) Насьйональ 3 — Група О-де-Франс (14 клубів) Насьйональ 3 — Група Іль-де-Франс (14 клубів) Насьйональ 3 — Група Нормандія (14 клубів) Насьйональ 3 — Група Нова Аквітанія (14 клубів) Насьйональ 3 — Група Окситанія (14 клубів) Насьйональ 3 — Група Пеї-де-ла-Луар (14 клубів) Насьйональ 3 — Група Прованс — Альпи — Лазурний Берег — Корсика (14 клубів) \| | Насьйональ 3 \| Насьйональ 3 — Група Овернь-Рона-Альпи (14 клубів) Насьйональ 3 — Група Бургундія-Франш-Конте (15 клубів) Насьйональ 3 — Група Бретань (14 клубів) Насьйональ 3 — Група Центр-Долина Луари (14 клубів) Насьйональ 3 — Група Гранд Ест (16 клубів) Насьйональ 3 — Група О-де-Франс (14 клубів) Насьйональ 3 — Група Іль-де-Франс (14 клубів) Насьйональ 3 — Група Нормандія (14 клубів) Насьйональ 3 — Група Нова Аквітанія (14 клубів) Насьйональ 3 — Група Окситанія (14 клубів) Насьйональ 3 — Група Пеї-де-ла-Луар (14 клубів) Насьйональ 3 — Група Прованс — Альпи — Лазурний Берег — Корсика (14 клубів) \| | Насьйональ 3 \| Насьйональ 3 — Група Овернь-Рона-Альпи (14 клубів) Насьйональ 3 — Група Бургундія-Франш-Конте (15 клубів) Насьйональ 3 — Група Бретань (14 клубів) Насьйональ 3 — Група Центр-Долина Луари (14 клубів) Насьйональ 3 — Група Гранд Ест (16 клубів) Насьйональ 3 — Група О-де-Франс (14 клубів) Насьйональ 3 — Група Іль-де-Франс (14 клубів) Насьйональ 3 — Група Нормандія (14 клубів) Насьйональ 3 — Група Нова Аквітанія (14 клубів) Насьйональ 3 — Група Окситанія (14 клубів) Насьйональ 3 — Група Пеї-де-ла-Луар (14 клубів) Насьйональ 3 — Група Прованс — Альпи — Лазурний Берег — Корсика (14 клубів) \| | Насьйональ 3 \| Насьйональ 3 — Група Овернь-Рона-Альпи (14 клубів) Насьйональ 3 — Група Бургундія-Франш-Конте (15 клубів) Насьйональ 3 — Група Бретань (14 клубів) Насьйональ 3 — Група Центр-Долина Луари (14 клубів) Насьйональ 3 — Група Гранд Ест (16 клубів) Насьйональ 3 — Група О-де-Франс (14 клубів) Насьйональ 3 — Група Іль-де-Франс (14 клубів) Насьйональ 3 — Група Нормандія (14 клубів) Насьйональ 3 — Група Нова Аквітанія (14 клубів) Насьйональ 3 — Група Окситанія (14 клубів) Насьйональ 3 — Група Пеї-де-ла-Луар (14 клубів) Насьйональ 3 — Група Прованс — Альпи — Лазурний Берег — Корсика (14 клубів) \| | Насьйональ 3 \| Насьйональ 3 — Група Овернь-Рона-Альпи (14 клубів) Насьйональ 3 — Група Бургундія-Франш-Конте (15 клубів) Насьйональ 3 — Група Бретань (14 клубів) Насьйональ 3 — Група Центр-Долина Луари (14 клубів) Насьйональ 3 — Група Гранд Ест (16 клубів) Насьйональ 3 — Група О-де-Франс (14 клубів) Насьйональ 3 — Група Іль-де-Франс (14 клубів) Насьйональ 3 — Група Нормандія (14 клубів) Насьйональ 3 — Група Нова Аквітанія (14 клубів) Насьйональ 3 — Група Окситанія (14 клубів) Насьйональ 3 — Група Пеї-де-ла-Луар (14 клубів) Насьйональ 3 — Група Прованс — Альпи — Лазурний Берег — Корсика (14 клубів) \| | Насьйональ 3 \| Насьйональ 3 — Група Овернь-Рона-Альпи (14 клубів) Насьйональ 3 — Група Бургундія-Франш-Конте (15 клубів) Насьйональ 3 — Група Бретань (14 клубів) Насьйональ 3 — Група Центр-Долина Луари (14 клубів) Насьйональ 3 — Група Гранд Ест (16 клубів) Насьйональ 3 — Група О-де-Франс (14 клубів) Насьйональ 3 — Група Іль-де-Франс (14 клубів) Насьйональ 3 — Група Нормандія (14 клубів) Насьйональ 3 — Група Нова Аквітанія (14 клубів) Насьйональ 3 — Група Окситанія (14 клубів) Насьйональ 3 — Група Пеї-де-ла-Луар (14 клубів) Насьйональ 3 — Група Прованс — Альпи — Лазурний Берег — Корсика (14 клубів) \| | Насьйональ 3 \| Насьйональ 3 — Група Овернь-Рона-Альпи (14 клубів) Насьйональ 3 — Група Бургундія-Франш-Конте (15 клубів) Насьйональ 3 — Група Бретань (14 клубів) Насьйональ 3 — Група Центр-Долина Луари (14 клубів) Насьйональ 3 — Група Гранд Ест (16 клубів) Насьйональ 3 — Група О-де-Франс (14 клубів) Насьйональ 3 — Група Іль-де-Франс (14 клубів) Насьйональ 3 — Група Нормандія (14 клубів) Насьйональ 3 — Група Нова Аквітанія (14 клубів) Насьйональ 3 — Група Окситанія (14 клубів) Насьйональ 3 — Група Пеї-де-ла-Луар (14 клубів) Насьйональ 3 — Група Прованс — Альпи — Лазурний Берег — Корсика (14 клубів) \| | Насьйональ 3 \| Насьйональ 3 — Група Овернь-Рона-Альпи (14 клубів) Насьйональ 3 — Група Бургундія-Франш-Конте (15 клубів) Насьйональ 3 — Група Бретань (14 клубів) Насьйональ 3 — Група Центр-Долина Луари (14 клубів) Насьйональ 3 — Група Гранд Ест (16 клубів) Насьйональ 3 — Група О-де-Франс (14 клубів) Насьйональ 3 — Група Іль-де-Франс (14 клубів) Насьйональ 3 — Група Нормандія (14 клубів) Насьйональ 3 — Група Нова Аквітанія (14 клубів) Насьйональ 3 — Група Окситанія (14 клубів) Насьйональ 3 — Група Пеї-де-ла-Луар (14 клубів) Насьйональ 3 — Група Прованс — Альпи — Лазурний Берег — Корсика (14 клубів) \| | Насьйональ 3 \| Насьйональ 3 — Група Овернь-Рона-Альпи (14 клубів) Насьйональ 3 — Група Бургундія-Франш-Конте (15 клубів) Насьйональ 3 — Група Бретань (14 клубів) Насьйональ 3 — Група Центр-Долина Луари (14 клубів) Насьйональ 3 — Група Гранд Ест (16 клубів) Насьйональ 3 — Група О-де-Франс (14 клубів) Насьйональ 3 — Група Іль-де-Франс (14 клубів) Насьйональ 3 — Група Нормандія (14 клубів) Насьйональ 3 — Група Нова Аквітанія (14 клубів) Насьйональ 3 — Група Окситанія (14 клубів) Насьйональ 3 — Група Пеї-де-ла-Луар (14 клубів) Насьйональ 3 — Група Прованс — Альпи — Лазурний Берег — Корсика (14 клубів) \| | Насьйональ 3 \| Насьйональ 3 — Група Овернь-Рона-Альпи (14 клубів) Насьйональ 3 — Група Бургундія-Франш-Конте (15 клубів) Насьйональ 3 — Група Бретань (14 клубів) Насьйональ 3 — Група Центр-Долина Луари (14 клубів) Насьйональ 3 — Група Гранд Ест (16 клубів) Насьйональ 3 — Група О-де-Франс (14 клубів) Насьйональ 3 — Група Іль-де-Франс (14 клубів) Насьйональ 3 — Група Нормандія (14 клубів) Насьйональ 3 — Група Нова Аквітанія (14 клубів) Насьйональ 3 — Група Окситанія (14 клубів) Насьйональ 3 — Група Пеї-де-ла-Луар (14 клубів) Насьйональ 3 — Група Прованс — Альпи — Лазурний Берег — Корсика (14 клубів) \| | Насьйональ 3 \| Насьйональ 3 — Група Овернь-Рона-Альпи (14 клубів) Насьйональ 3 — Група Бургундія-Франш-Конте (15 клубів) Насьйональ 3 — Група Бретань (14 клубів) Насьйональ 3 — Група Центр-Долина Луари (14 клубів) Насьйональ 3 — Група Гранд Ест (16 клубів) Насьйональ 3 — Група О-де-Франс (14 клубів) Насьйональ 3 — Група Іль-де-Франс (14 клубів) Насьйональ 3 — Група Нормандія (14 клубів) Насьйональ 3 — Група Нова Аквітанія (14 клубів) Насьйональ 3 — Група Окситанія (14 клубів) Насьйональ 3 — Група Пеї-де-ла-Луар (14 клубів) Насьйональ 3 — Група Прованс — Альпи — Лазурний Берег — Корсика (14 клубів) \| |
| 6 | Режйональ 1 13 регіональних ліг, що складаються з 1-3 груп, по 12-14 команд в кожній групі | Режйональ 1 13 регіональних ліг, що складаються з 1-3 груп, по 12-14 команд в кожній групі | Режйональ 1 13 регіональних ліг, що складаються з 1-3 груп, по 12-14 команд в кожній групі | Режйональ 1 13 регіональних ліг, що складаються з 1-3 груп, по 12-14 команд в кожній групі | Режйональ 1 13 регіональних ліг, що складаються з 1-3 груп, по 12-14 команд в кожній групі | Режйональ 1 13 регіональних ліг, що складаються з 1-3 груп, по 12-14 команд в кожній групі | Режйональ 1 13 регіональних ліг, що складаються з 1-3 груп, по 12-14 команд в кожній групі | Режйональ 1 13 регіональних ліг, що складаються з 1-3 груп, по 12-14 команд в кожній групі | Режйональ 1 13 регіональних ліг, що складаються з 1-3 груп, по 12-14 команд в кожній групі | Режйональ 1 13 регіональних ліг, що складаються з 1-3 груп, по 12-14 команд в кожній групі | Режйональ 1 13 регіональних ліг, що складаються з 1-3 груп, по 12-14 команд в кожній групі | Режйональ 1 13 регіональних ліг, що складаються з 1-3 груп, по 12-14 команд в кожній групі | Режйональ 1 13 регіональних ліг, що складаються з 1-3 груп, по 12-14 команд в кожній групі | Режйональ 1 13 регіональних ліг, що складаються з 1-3 груп, по 12-14 команд в кожній групі | Режйональ 1 13 регіональних ліг, що складаються з 1-3 груп, по 12-14 команд в кожній групі | Режйональ 1 13 регіональних ліг, що складаються з 1-3 груп, по 12-14 команд в кожній групі |
| 7 | Режйональ 2 13 регіональних ліг, що складаються з 1-6 груп | Режйональ 2 13 регіональних ліг, що складаються з 1-6 груп | Режйональ 2 13 регіональних ліг, що складаються з 1-6 груп | Режйональ 2 13 регіональних ліг, що складаються з 1-6 груп | Режйональ 2 13 регіональних ліг, що складаються з 1-6 груп | Режйональ 2 13 регіональних ліг, що складаються з 1-6 груп | Режйональ 2 13 регіональних ліг, що складаються з 1-6 груп | Режйональ 2 13 регіональних ліг, що складаються з 1-6 груп | Режйональ 2 13 регіональних ліг, що складаються з 1-6 груп | Режйональ 2 13 регіональних ліг, що складаються з 1-6 груп | Режйональ 2 13 регіональних ліг, що складаються з 1-6 груп | Режйональ 2 13 регіональних ліг, що складаються з 1-6 груп | Режйональ 2 13 регіональних ліг, що складаються з 1-6 груп | Режйональ 2 13 регіональних ліг, що складаються з 1-6 груп | Режйональ 2 13 регіональних ліг, що складаються з 1-6 груп | Режйональ 2 13 регіональних ліг, що складаються з 1-6 груп |
| 8 | Режйональ 3 12 регіональних ліг (крім Середземноморської), що складаються з 1-14 груп | Режйональ 3 12 регіональних ліг (крім Середземноморської), що складаються з 1-14 груп | Режйональ 3 12 регіональних ліг (крім Середземноморської), що складаються з 1-14 груп | Режйональ 3 12 регіональних ліг (крім Середземноморської), що складаються з 1-14 груп | Режйональ 3 12 регіональних ліг (крім Середземноморської), що складаються з 1-14 груп | Режйональ 3 12 регіональних ліг (крім Середземноморської), що складаються з 1-14 груп | Режйональ 3 12 регіональних ліг (крім Середземноморської), що складаються з 1-14 груп | Режйональ 3 12 регіональних ліг (крім Середземноморської), що складаються з 1-14 груп | Режйональ 3 12 регіональних ліг (крім Середземноморської), що складаються з 1-14 груп | Режйональ 3 12 регіональних ліг (крім Середземноморської), що складаються з 1-14 груп | Режйональ 3 12 регіональних ліг (крім Середземноморської), що складаються з 1-14 груп | Режйональ 3 12 регіональних ліг (крім Середземноморської), що складаються з 1-14 груп | Режйональ 3 12 регіональних ліг (крім Середземноморської), що складаються з 1-14 груп | Режйональ 3 12 регіональних ліг (крім Середземноморської), що складаються з 1-14 груп | Режйональ 3 12 регіональних ліг (крім Середземноморської), що складаються з 1-14 груп | Режйональ 3 12 регіональних ліг (крім Середземноморської), що складаються з 1-14 груп |
| 9 | 7 регіональних ліг (Корсика, Гранд-Ест, О-де-Франс, Нова Аквітанія, Окситанія, Іль-де-Франс, Пеї-де-ла-Луар), що складаються з 1-11 груп | 7 регіональних ліг (Корсика, Гранд-Ест, О-де-Франс, Нова Аквітанія, Окситанія, Іль-де-Франс, Пеї-де-ла-Луар), що складаються з 1-11 груп | 7 регіональних ліг (Корсика, Гранд-Ест, О-де-Франс, Нова Аквітанія, Окситанія, Іль-де-Франс, Пеї-де-ла-Луар), що складаються з 1-11 груп | 7 регіональних ліг (Корсика, Гранд-Ест, О-де-Франс, Нова Аквітанія, Окситанія, Іль-де-Франс, Пеї-де-ла-Луар), що складаються з 1-11 груп | 7 регіональних ліг (Корсика, Гранд-Ест, О-де-Франс, Нова Аквітанія, Окситанія, Іль-де-Франс, Пеї-де-ла-Луар), що складаються з 1-11 груп | 7 регіональних ліг (Корсика, Гранд-Ест, О-де-Франс, Нова Аквітанія, Окситанія, Іль-де-Франс, Пеї-де-ла-Луар), що складаються з 1-11 груп | 7 регіональних ліг (Корсика, Гранд-Ест, О-де-Франс, Нова Аквітанія, Окситанія, Іль-де-Франс, Пеї-де-ла-Луар), що складаються з 1-11 груп | 7 регіональних ліг (Корсика, Гранд-Ест, О-де-Франс, Нова Аквітанія, Окситанія, Іль-де-Франс, Пеї-де-ла-Луар), що складаються з 1-11 груп | 7 регіональних ліг (Корсика, Гранд-Ест, О-де-Франс, Нова Аквітанія, Окситанія, Іль-де-Франс, Пеї-де-ла-Луар), що складаються з 1-11 груп | 7 регіональних ліг (Корсика, Гранд-Ест, О-де-Франс, Нова Аквітанія, Окситанія, Іль-де-Франс, Пеї-де-ла-Луар), що складаються з 1-11 груп | 7 регіональних ліг (Корсика, Гранд-Ест, О-де-Франс, Нова Аквітанія, Окситанія, Іль-де-Франс, Пеї-де-ла-Луар), що складаються з 1-11 груп | 7 регіональних ліг (Корсика, Гранд-Ест, О-де-Франс, Нова Аквітанія, Окситанія, Іль-де-Франс, Пеї-де-ла-Луар), що складаються з 1-11 груп | 7 регіональних ліг (Корсика, Гранд-Ест, О-де-Франс, Нова Аквітанія, Окситанія, Іль-де-Франс, Пеї-де-ла-Луар), що складаються з 1-11 груп | 7 регіональних ліг (Корсика, Гранд-Ест, О-де-Франс, Нова Аквітанія, Окситанія, Іль-де-Франс, Пеї-де-ла-Луар), що складаються з 1-11 груп | 7 регіональних ліг (Корсика, Гранд-Ест, О-де-Франс, Нова Аквітанія, Окситанія, Іль-де-Франс, Пеї-де-ла-Луар), що складаються з 1-11 груп | 7 регіональних ліг (Корсика, Гранд-Ест, О-де-Франс, Нова Аквітанія, Окситанія, Іль-де-Франс, Пеї-де-ла-Луар), що складаються з 1-11 груп |
| 10 | 102 районні ліги (всі регіони крім Корсики), кожна складається з від 10 до 12 команд | 102 районні ліги (всі регіони крім Корсики), кожна складається з від 10 до 12 команд | 102 районні ліги (всі регіони крім Корсики), кожна складається з від 10 до 12 команд | 102 районні ліги (всі регіони крім Корсики), кожна складається з від 10 до 12 команд | 102 районні ліги (всі регіони крім Корсики), кожна складається з від 10 до 12 команд | 102 районні ліги (всі регіони крім Корсики), кожна складається з від 10 до 12 команд | 102 районні ліги (всі регіони крім Корсики), кожна складається з від 10 до 12 команд | 102 районні ліги (всі регіони крім Корсики), кожна складається з від 10 до 12 команд | 102 районні ліги (всі регіони крім Корсики), кожна складається з від 10 до 12 команд | 102 районні ліги (всі регіони крім Корсики), кожна складається з від 10 до 12 команд | 102 районні ліги (всі регіони крім Корсики), кожна складається з від 10 до 12 команд | 102 районні ліги (всі регіони крім Корсики), кожна складається з від 10 до 12 команд | 102 районні ліги (всі регіони крім Корсики), кожна складається з від 10 до 12 команд | 102 районні ліги (всі регіони крім Корсики), кожна складається з від 10 до 12 команд | 102 районні ліги (всі регіони крім Корсики), кожна складається з від 10 до 12 команд | 102 районні ліги (всі регіони крім Корсики), кожна складається з від 10 до 12 команд |
| 11 | Районні ліги, кожна склажається з від 10 до 24 команд в одній чи двох групах | Районні ліги, кожна склажається з від 10 до 24 команд в одній чи двох групах | Районні ліги, кожна склажається з від 10 до 24 команд в одній чи двох групах | Районні ліги, кожна склажається з від 10 до 24 команд в одній чи двох групах | Районні ліги, кожна склажається з від 10 до 24 команд в одній чи двох групах | Районні ліги, кожна склажається з від 10 до 24 команд в одній чи двох групах | Районні ліги, кожна склажається з від 10 до 24 команд в одній чи двох групах | Районні ліги, кожна склажається з від 10 до 24 команд в одній чи двох групах | Районні ліги, кожна склажається з від 10 до 24 команд в одній чи двох групах | Районні ліги, кожна склажається з від 10 до 24 команд в одній чи двох групах | Районні ліги, кожна склажається з від 10 до 24 команд в одній чи двох групах | Районні ліги, кожна склажається з від 10 до 24 команд в одній чи двох групах | Районні ліги, кожна склажається з від 10 до 24 команд в одній чи двох групах | Районні ліги, кожна склажається з від 10 до 24 команд в одній чи двох групах | Районні ліги, кожна склажається з від 10 до 24 команд в одній чи двох групах | Районні ліги, кожна склажається з від 10 до 24 команд в одній чи двох групах |
| 12 | Районні ліги, кожна склажається з від 10 до 48 команд в одній, двох, трьох чи чотирьох групах | Районні ліги, кожна склажається з від 10 до 48 команд в одній, двох, трьох чи чотирьох групах | Районні ліги, кожна склажається з від 10 до 48 команд в одній, двох, трьох чи чотирьох групах | Районні ліги, кожна склажається з від 10 до 48 команд в одній, двох, трьох чи чотирьох групах | Районні ліги, кожна склажається з від 10 до 48 команд в одній, двох, трьох чи чотирьох групах | Районні ліги, кожна склажається з від 10 до 48 команд в одній, двох, трьох чи чотирьох групах | Районні ліги, кожна склажається з від 10 до 48 команд в одній, двох, трьох чи чотирьох групах | Районні ліги, кожна склажається з від 10 до 48 команд в одній, двох, трьох чи чотирьох групах | Районні ліги, кожна склажається з від 10 до 48 команд в одній, двох, трьох чи чотирьох групах | Районні ліги, кожна склажається з від 10 до 48 команд в одній, двох, трьох чи чотирьох групах | Районні ліги, кожна склажається з від 10 до 48 команд в одній, двох, трьох чи чотирьох групах | Районні ліги, кожна склажається з від 10 до 48 команд в одній, двох, трьох чи чотирьох групах | Районні ліги, кожна склажається з від 10 до 48 команд в одній, двох, трьох чи чотирьох групах | Районні ліги, кожна склажається з від 10 до 48 команд в одній, двох, трьох чи чотирьох групах | Районні ліги, кожна склажається з від 10 до 48 команд в одній, двох, трьох чи чотирьох групах | Районні ліги, кожна склажається з від 10 до 48 команд в одній, двох, трьох чи чотирьох групах |
| 13 | Районні ліги, кожна склажається з від 10 до 48 команд в одній, двох, трьох чи чотирьох групах | Районні ліги, кожна склажається з від 10 до 48 команд в одній, двох, трьох чи чотирьох групах | Районні ліги, кожна склажається з від 10 до 48 команд в одній, двох, трьох чи чотирьох групах | Районні ліги, кожна склажається з від 10 до 48 команд в одній, двох, трьох чи чотирьох групах | Районні ліги, кожна склажається з від 10 до 48 команд в одній, двох, трьох чи чотирьох групах | Районні ліги, кожна склажається з від 10 до 48 команд в одній, двох, трьох чи чотирьох групах | Районні ліги, кожна склажається з від 10 до 48 команд в одній, двох, трьох чи чотирьох групах | Районні ліги, кожна склажається з від 10 до 48 команд в одній, двох, трьох чи чотирьох групах | Районні ліги, кожна склажається з від 10 до 48 команд в одній, двох, трьох чи чотирьох групах | Районні ліги, кожна склажається з від 10 до 48 команд в одній, двох, трьох чи чотирьох групах | Районні ліги, кожна склажається з від 10 до 48 команд в одній, двох, трьох чи чотирьох групах | Районні ліги, кожна склажається з від 10 до 48 команд в одній, двох, трьох чи чотирьох групах | Районні ліги, кожна склажається з від 10 до 48 команд в одній, двох, трьох чи чотирьох групах | Районні ліги, кожна склажається з від 10 до 48 команд в одній, двох, трьох чи чотирьох групах | Районні ліги, кожна склажається з від 10 до 48 команд в одній, двох, трьох чи чотирьох групах | Районні ліги, кожна склажається з від 10 до 48 команд в одній, двох, трьох чи чотирьох групах |
| 14 | Районні ліги, кожна склажається з від 10 до 48 команд в одній, двох, трьох чи чотирьох групах | Районні ліги, кожна склажається з від 10 до 48 команд в одній, двох, трьох чи чотирьох групах | Районні ліги, кожна склажається з від 10 до 48 команд в одній, двох, трьох чи чотирьох групах | Районні ліги, кожна склажається з від 10 до 48 команд в одній, двох, трьох чи чотирьох групах | Районні ліги, кожна склажається з від 10 до 48 команд в одній, двох, трьох чи чотирьох групах | Районні ліги, кожна склажається з від 10 до 48 команд в одній, двох, трьох чи чотирьох групах | Районні ліги, кожна склажається з від 10 до 48 команд в одній, двох, трьох чи чотирьох групах | Районні ліги, кожна склажається з від 10 до 48 команд в одній, двох, трьох чи чотирьох групах | Районні ліги, кожна склажається з від 10 до 48 команд в одній, двох, трьох чи чотирьох групах | Районні ліги, кожна склажається з від 10 до 48 команд в одній, двох, трьох чи чотирьох групах | Районні ліги, кожна склажається з від 10 до 48 команд в одній, двох, трьох чи чотирьох групах | Районні ліги, кожна склажається з від 10 до 48 команд в одній, двох, трьох чи чотирьох групах | Районні ліги, кожна склажається з від 10 до 48 команд в одній, двох, трьох чи чотирьох групах | Районні ліги, кожна склажається з від 10 до 48 команд в одній, двох, трьох чи чотирьох групах | Районні ліги, кожна склажається з від 10 до 48 команд в одній, двох, трьох чи чотирьох групах | Районні ліги, кожна склажається з від 10 до 48 команд в одній, двох, трьох чи чотирьох групах |
| 15 | Районні ліги, кожна склажається з від 10 до 48 команд в одній, двох, трьох чи чотирьох групах | Районні ліги, кожна склажається з від 10 до 48 команд в одній, двох, трьох чи чотирьох групах | Районні ліги, кожна склажається з від 10 до 48 команд в одній, двох, трьох чи чотирьох групах | Районні ліги, кожна склажається з від 10 до 48 команд в одній, двох, трьох чи чотирьох групах | Районні ліги, кожна склажається з від 10 до 48 команд в одній, двох, трьох чи чотирьох групах | Районні ліги, кожна склажається з від 10 до 48 команд в одній, двох, трьох чи чотирьох групах | Районні ліги, кожна склажається з від 10 до 48 команд в одній, двох, трьох чи чотирьох групах | Районні ліги, кожна склажається з від 10 до 48 команд в одній, двох, трьох чи чотирьох групах | Районні ліги, кожна склажається з від 10 до 48 команд в одній, двох, трьох чи чотирьох групах | Районні ліги, кожна склажається з від 10 до 48 команд в одній, двох, трьох чи чотирьох групах | Районні ліги, кожна склажається з від 10 до 48 команд в одній, двох, трьох чи чотирьох групах | Районні ліги, кожна склажається з від 10 до 48 команд в одній, двох, трьох чи чотирьох групах | Районні ліги, кожна склажається з від 10 до 48 команд в одній, двох, трьох чи чотирьох групах | Районні ліги, кожна склажається з від 10 до 48 команд в одній, двох, трьох чи чотирьох групах | Районні ліги, кожна склажається з від 10 до 48 команд в одній, двох, трьох чи чотирьох групах | Районні ліги, кожна склажається з від 10 до 48 команд в одній, двох, трьох чи чотирьох групах |
| 16 | Районні ліги, кожна склажається з від 10 до 48 команд в одній, двох, трьох чи чотирьох групах | Районні ліги, кожна склажається з від 10 до 48 команд в одній, двох, трьох чи чотирьох групах | Районні ліги, кожна склажається з від 10 до 48 команд в одній, двох, трьох чи чотирьох групах | Районні ліги, кожна склажається з від 10 до 48 команд в одній, двох, трьох чи чотирьох групах | Районні ліги, кожна склажається з від 10 до 48 команд в одній, двох, трьох чи чотирьох групах | Районні ліги, кожна склажається з від 10 до 48 команд в одній, двох, трьох чи чотирьох групах | Районні ліги, кожна склажається з від 10 до 48 команд в одній, двох, трьох чи чотирьох групах | Районні ліги, кожна склажається з від 10 до 48 команд в одній, двох, трьох чи чотирьох групах | Районні ліги, кожна склажається з від 10 до 48 команд в одній, двох, трьох чи чотирьох групах | Районні ліги, кожна склажається з від 10 до 48 команд в одній, двох, трьох чи чотирьох групах | Районні ліги, кожна склажається з від 10 до 48 команд в одній, двох, трьох чи чотирьох групах | Районні ліги, кожна склажається з від 10 до 48 команд в одній, двох, трьох чи чотирьох групах | Районні ліги, кожна склажається з від 10 до 48 команд в одній, двох, трьох чи чотирьох групах | Районні ліги, кожна склажається з від 10 до 48 команд в одній, двох, трьох чи чотирьох групах | Районні ліги, кожна склажається з від 10 до 48 команд в одній, двох, трьох чи чотирьох групах | Районні ліги, кожна склажається з від 10 до 48 команд в одній, двох, трьох чи чотирьох групах |
| Насьйональ 3 — Група Овернь-Рона-Альпи (14 клубів) Насьйональ 3 — Група Бургундія-Франш-Конте (15 клубів) Насьйональ 3 — Група Бретань (14 клубів) Насьйональ 3 — Група Центр-Долина Луари (14 клубів) Насьйональ 3 — Група Гранд Ест (16 клубів) Насьйональ 3 — Група О-де-Франс (14 клубів) Насьйональ 3 — Група Іль-де-Франс (14 клубів) Насьйональ 3 — Група Нормандія (14 клубів) Насьйональ 3 — Група Нова Аквітанія (14 клубів) Насьйональ 3 — Група Окситанія (14 клубів) Насьйональ 3 — Група Пеї-де-ла-Луар (14 клубів) Насьйональ 3 — Група Прованс — Альпи — Лазурний Берег — Корсика (14 клубів) | | | | | | | | | | | | | | | | |